# Emira Abbes
Emira Abbes (* 6. September 1996 in Füssen) ist eine deutsche Curlerin. Derzeit spielt sie als Skip des deutschen Nationalteams.

## Karriere
Abbes begann 2009 mit dem Curling. International spielte sie erstmals bei der European Junior Curling Challenge 2014 als Ersatzspielerin des deutschen Teams. Im darauffolgenden Jahr führte sie die deutsche Juniorinnenmannschaft bei diesem Wettbewerb als Skip und kam auf den fünften Platz. Bei der B-Weltmeisterschaft der Junioren 2016 spielte sie als Third. 2017 nahm sie im Team des Allgemeinen Deutschen Hochschulsportverbands an der Winter-Universiade 2017 in Almaty teil.
Seit 2017 spielte sie im deutschen Nationalteam um Skip Daniela Jentsch, zunächst als Ersatzspielerin bei der Weltmeisterschaft 2017, der Europameisterschaft 2017 und dem Qualifikationsturnier für die Olympischen Winterspiele 2018. 2018 rückte sie an die Stelle des Third und Vize-Skip. Während sie sich bei der Weltmeisterschaft 2018 noch mit dem 12. und vorletzten Platz begnügen musste, konnte sie bei der Europameisterschaft 2018 in Tallinn durch einen Sieg im Spiel um Platz 3 gegen Russland (Skip: Alina Kowaljowa) die Bronzemedaille gewinnen.
Abbes spielte auf der Position der Third im Team von Daniela Jentsch. Nach deren Rückzug ist sie Skip im neugebildeten Team mit Maike Beer (Lead), Lena Kapp (Second) und Mia Höhne (Third).